# EU-Alert
EU-Alert es un término genérico que se refiere al servicio público europeo de alerta de difusión celular para advertir a los ciudadanos de una emergencia o un desastre natural importante.
Sus especificaciones han sido definidas por el Instituto Europeo de Normas de Telecomunicaciones (ETSI) en aplicación de la directiva europea que establece el Código Europeo de Comunicaciones Electrónicas por el que los estados miembros deben implementar sistemas de alerta operativos. Su eficacia se mide con indicadores proporcionados por el Organismo de Reguladores Europeos de las Comunicaciones Electrónicas (ORECE).

## Desarrollo y proceso legislativo.
El sistema europeo de alerta pública fue creado por la Directiva Europea 2018/1972 del Parlamento Europeo y del Consejo del 11 de diciembre de 2018 por el que se establece el Código Europeo de Comunicaciones Electrónicas. Este, en su artículo 110, establece que cada Estado miembro deberá disponer de un sistema de alerta que informe al público de emergencias importantes o desastres naturales inminentes a más tardar el 21 de junio de 2022, aunque no especifica la tecnología a emplear 
La Directiva encarga al Organismo de Reguladores Europeos de las Comunicaciones Electrónicas la publicación de directrices para evaluar la eficacia de los sistemas de alerta pública mediante diferentes medios técnicos. El Instituto Europeo de Normas de Telecomunicaciones, como organización europea que apoya las políticas y la legislación de la unión mediante el desarrollo de normas, define un sistema de alerta europeo con tecnología de difusión celular. 
Aunque el desarrollo de un sistema de este tipo está sujeto a los requisitos de las políticas y reglamentos públicos nacionales, el objetivo es abordar a nivel europeo las cuestiones técnicas necesarias para garantizar el acceso a unos servicios de alerta armonizados en toda Europa.
Cada Estado Miembro identifica su sistema nacional sustituyendo las letras EU con la identificación ISO 3166-1 del país. Por ejemplo:
- NL-ALERT: Variante nacional de EU-ALERT en Países Bajos
- ES-ALERT: Variante nacional de EU-ALERT en España
- FR-ALERT: Variante nacional de EU-ALERT en Francia

## Aspectos Técnicos
Hay cuatro niveles de gravedad para los mensajes de alerta:
- EU-Alert nivel 1
- EU-Alert nivel 2
- EU-Alert nivel 3
- EU-Alert nivel 4

Los niveles 2 a 4 se pueden desactivar por parte del usuario, pero el nivel 1 es obligatorio y no se puede configurar los dispositivos para omitirlo. No todos los países utilizan todos los niveles (por ej.: ES-Alert solamente utiliza el nivel 1). Existen también los llamados mensaje EU-Amber, que son utilizados por algunos países para alertar de casos de niños desaparecidos. Estos también se pueden desactivar por parte del usuario.

## Uso en distintos países

Estado de implementación del sistema EU-Alert (noviembre de 2024)
Verde oscuro: alerta celular (Cell BroadcastLocation-Based

### España
En respuesta a la ya mencionada directiva, el Gobierno de España, mediante un acuerdo entre los Ministerios del Interior y de Asuntos Económicos y Transformación Digital, puso en marcha ES-Alert. Este sistema ha sido financiado a través del Plan de Recuperación, Transformación y Resiliencia con fondos Next Generation EU.El sistema está activo desde finales de 2022 en toda España.

#### Funcionamiento del sistema
Los centros de respuesta a emergencias de las comunidades autónomas y el Centro Nacional de Seguimiento y Coordinación de Emergencias del Ministerio del Interior son los responsables de definir y emitir las alertas dentro de sus áreas de competencia. Una vez validada la alerta, esta se envía a los operadores de telefonía móvil, quienes la difunden a través de las antenas ubicadas en las zonas afectadas mediante la tecnología Cell Broadcast. Este método permite enviar mensajes simultáneamente a todos los terminales en el área de cobertura, sin necesidad de conocer su numeración, garantizando así la privacidad de los usuarios.

#### Recepción de alertas en dispositivos móviles
La capacidad de los dispositivos para recibir y mostrar las alertas de ES-Alert depende de la versión de su sistema operativo:

##### Android
(Algunas características introducidas por los fabricantes pueden afectar el comportamiento en dispositivos Android.)
- Versiones anteriores a Android 8' No reciben las alertas.
- Android 9 y 10': Reciben las alertas, pero pueden presentar inconsistencias en la visualización.
- Android 11 o superior: Reciben y muestran correctamente las alertas.

##### iOS
- Versiones 15.6 o superiores: Reciben y muestran correctamente las alertas.

Las alertas de nivel 1, identificadas como "Alerta de Protección Civil", están activadas por defecto y no pueden desactivarse en los dispositivos. ES-Alert utiliza únicamente este nivel de alerta. Los niveles 2 y 3 no están en uso actualmente en España.

#### Competencia para la emisión de alertas
La emisión de alertas a través de ES-Alert es competencia de los servicios de emergencias de las Comunidades Autónomas en coordinación con Protección Civil. En situaciones de emergencia, estos organismos son responsables de decidir cuándo y cómo se emiten las alertas a la población. La gestión y emisión de estas alertas no corresponde a organismos estatales.

#### Casos de uso
Desde su implementación, ES-Alert ha sido utilizado en diversas situaciones para alertar a la población sobre riesgos inminentes. Además, se han realizado simulacros y pruebas para asegurar su correcto funcionamiento y familiarizar a los ciudadanos con el sistema.
- 3 de septiembre de 2023: En Madrid, para alertar sobre lluvias intensas.
- 29 de octubre de 2024: En Valencia, durante la DANA (Depresión Aislada en Niveles Altos), para advertir sobre inundaciones.
- 30 de octubre de 2024: En Cádiz, también durante la DANA, para alertar sobre fuertes lluvias y tormentas.

Sin embargo, su activación y gestión ha generado debates sobre la responsabilidad en la emisión de alertas, especialmente en situaciones de emergencia donde la coordinación entre diferentes niveles de gobierno es crucial.

#### Pruebas y despliegue
El sistema ES-Alert se activó oficialmente el 22 de febrero de 2023, después de una fase de pruebas realizada entre octubre y noviembre de 2022 en todas las comunidades autónomas y las ciudades de Ceuta y Melilla. Estas pruebas permitieron evaluar el funcionamiento del sistema y familiarizar a la población con las alertas móviles.
Las pruebas se llevaron a cabo de forma escalonada en diferentes regiones y localidades, incluyendo:
- En Andalucía, en los barrios de Sevilla Este y Torreblanca de Sevilla.
- En Asturias, en la zona de Avilés y Corvera.
- En Madrid, en las zonas de Húmera, Prado del Rey y Somosaguas.
- En Cataluña, en barrios de Tarragona, Vilaseca, Salou y parte del polígono industrial de Reus.

El calendario de pruebas fue el siguiente:
- 24 de octubre de 2022: Cantabria, Andalucía y Asturias.
- 27 de octubre de 2022: Extremadura, Comunidad Valenciana y Galicia.
- 2 de noviembre de 2022: Murcia, Baleares, Madrid, Aragón, Navarra y Cataluña.
- 10 de noviembre de 2022: País Vasco, Castilla y León, Canarias y Ceuta.
- 16 de noviembre de 2022: Castilla-La Mancha, La Rioja y Melilla.

El despliegue completo del sistema forma parte de las medidas incluidas en el Plan para la Conectividad y las Infraestructuras Digitales y el Plan de Recuperación, Transformación y Resiliencia, contando con financiación de los fondos europeos Next Generation EU.

### Francia

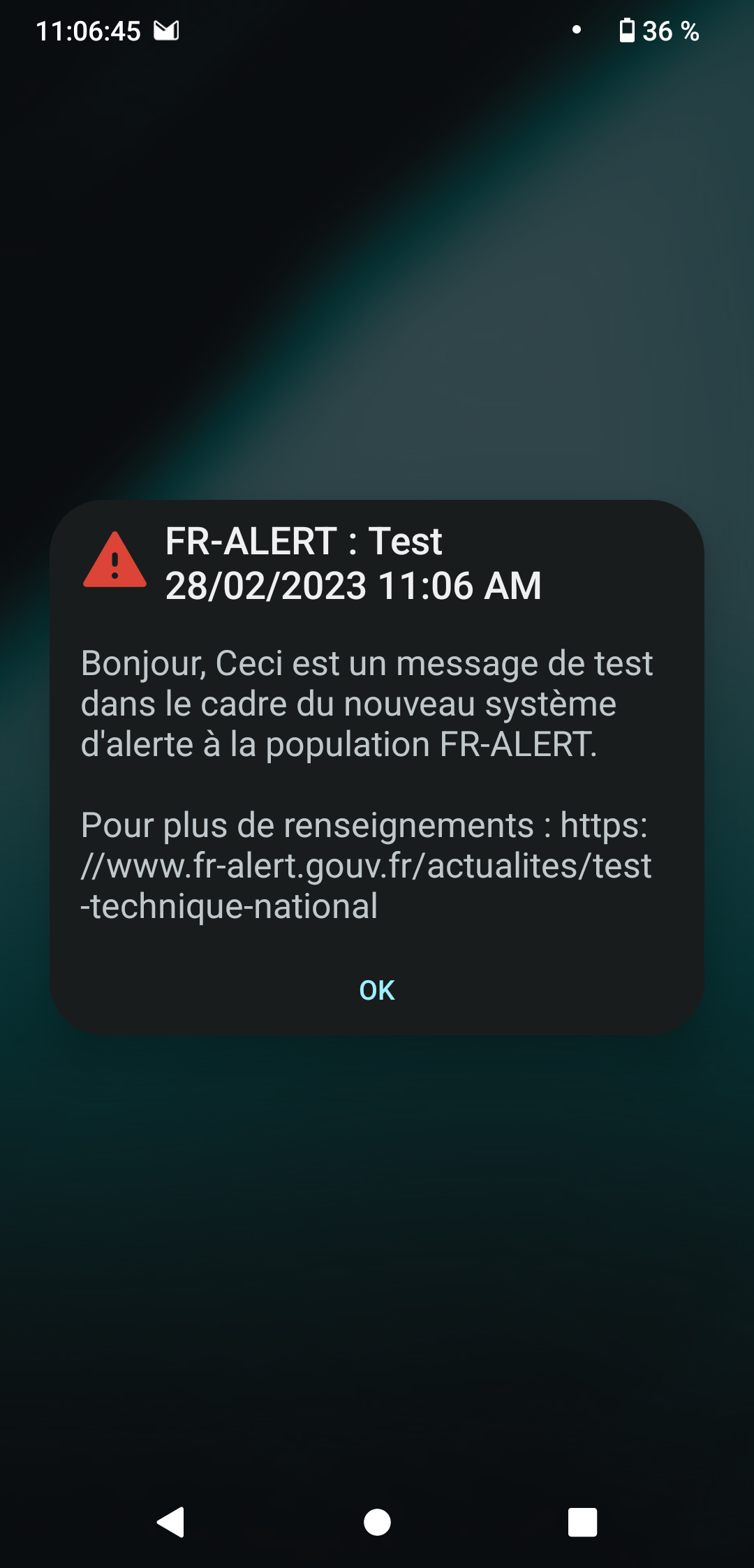
Mensaje de alerta de prueba enviado a un teléfono Android en Francia.

En junio de 2022, el gobierno francés puso en marcha FR-Alert, un dispositivo de alerta e información a la población desplegado en todo el territorio nacional. Permite avisar en tiempo real a cualquier persona que posea un teléfono móvil si se encuentra en una zona de peligro y darle instrucciones para su seguridad. Las notificaciones se acompañan de un sonido característico que suena aunque el dispositivo esté en silencio. En una web dedicada, el gobierno francés explica que este sistema se activará en caso de riesgo natural, industrial, sanitario o terrorista. La misma web contiene una lista exhaustiva y un mapa interactivo indicando las ocasiones y las zonas geográficas en que FR-Alert ha sido activado.

### Alemania
La administración federal de protección civil y ayuda en catástrofes (Bundesamt für Bevölkerungsschutz und Katastrophenhilfe) o BBK por sus siglas en alemán anuncia que el 23 de febrero de 2023 se introduce en Alemania un sistema de envío de avisos a móviles a través de la tecnología Cell Broadcast y proporciona en su página web información sobre especificaciones mínimas necesarias para recibir las alertas, preguntas frecuentes, etc. 
Esto complementa la Warn-App NINA, una aplicación móvil de la BBK también usada para alertas de protección civil. Esta es, sin embargo, una aplicación que, en cambio, requiere que el usuario la descargue y la instale en su dispositivo.También existen las aplicaciones KATWARN o BIWAPP que funcionan de forma similar aunque más bien a nivel local.

### Austria
AT-Alert es el nombre del sistema de aviso de emergencias en fase de pruebas del ministerio del interior austríaco. Es la versión en este país de EU-Alert.

### Italia
El sistema IT-Alert está parcialmente en funcionamiento. Actualmente, el departamento de protección civil es el único organismo habilitado para enviar estas alertas. Sin embargo, se prevé que en el futuro todos los servicios de protección civil nacionales puedan utilizar este sistema.

#### Implementación en curso
Desde febrero de 2023 está plenamente operativo para los siguientes escenarios:
- Acidente nuclear or emergencia radiológica
- Accidentes industriales
- Rotura de la presa en un embalse
- Actividad volcánica en los Campos Flégreos, el Vesuvio o la isla Vulcano

Está en fase de pruebas (y por ahora se avisa por SMS) para:
- Tsunami provocado por un terremoto
- Actividad volcánica del Estrómboli
- Fuertes lluvias.

### Países Bajos

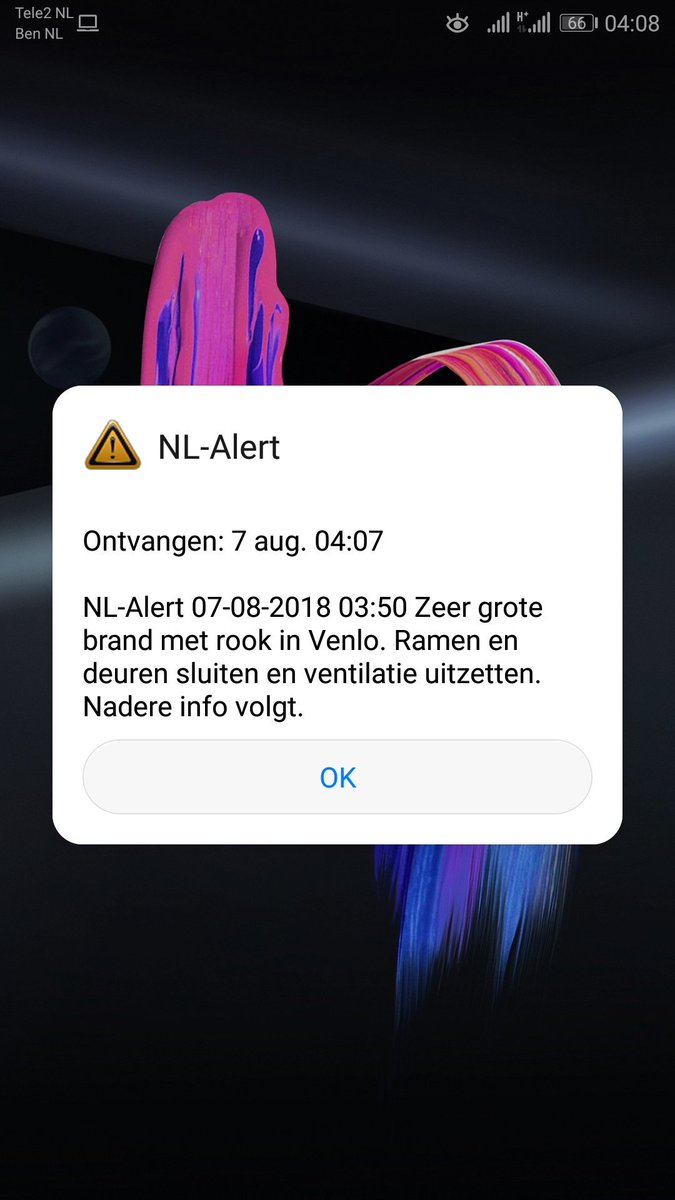
Mensaje de alerta de NL-Alert a causa de un incendio en 2018

Desde 2012, Países Bajos utiliza el sistema NL-Alert (en inglés), que está actualmente plenamente operativo y se envían mensajes de prueba regularmente a la población para mantenerla concienciada y familiarizada con el dispositivo. 

### Bulgaria
BG-Alert es la variante nacional de EU-Alert en Bulgaria.

### Grecia
GR-Alert es la variante nacional de EU-Alert en Grecia.

### Croacia
HR-Alert es la variante nacional de EU-Alert en Croacia (usa LB-SMS and Cell Broadcast).

### Luxemburgo
LU-Alert es la variante nacional de EU-Alert en Luxemburgo.

### Lituania
LT-Alert es la variante nacional de EU-Alert en Lituania.

### Noruega
Noruega lanzó el sistema Nødvarsel en 2023.

### Rumanía
RO-Alert es la variante nacional de EU-Alert en Rumanía.

### Dinamarca
S!RENEN es la variante nacional de EU-Alert en Dinamarca.

## Idiomas de las alertas
Las alertas se emiten en el idioma oficial del país y, en función de la legislación vigente, en otras lenguas regionales. Además, el centro de emergencias puede incluir un segundo idioma, generalmente inglés. Este mensaje secundario se mostrará en terminales configurados en un idioma distinto del oficial. Sin embargo, debido a variaciones en la implementación por parte de los fabricantes, algunos dispositivos pueden mostrar ambos mensajes independientemente del idioma configurado.

## Compatibilidad con otros sistemas de alerta
Los sistemas EU-Alert complementas, pero no sustituyen, a los sistemas tradicionales de alerta como sirenas y megafonía. En zonas donde estos sistemas están desplegados, se recibirán los mensajes de EU-Alert además de las señales acústicas tradicionales.
Algunos países combinan alertas EU-Alert mediante Cell Broadcast con LB-SMS (SMS basados en la ubicación), porque estos últimos funcionan también en redes 2G, 3G y tienen la ventaja de funcionar en dispositivos más antiguos o en zonas con redes móviles antiguas.

## Limitaciones y consideraciones
- Estado del dispositivo:
  - Bloqueado/en silencio/modo "No molestar": Los teléfonos recibirán la alerta y la mostrarán con todas sus características (visualización en pantalla, vibración y sonido) incluso en estos modos.
  - Apagado: Los teléfonos apagados no recibirán ni mostrarán las alertas. Si se enciende el dispositivo en una zona afectada durante el periodo de validez de la alerta, esta se mostrará inmediatamente.
  - Fuera de cobertura: Los teléfonos fuera de cobertura no recibirán ni mostrarán las alertas. Si el dispositivo entra en zona de cobertura durante el periodo de validez, la alerta se mostrará inmediatamente.

- Configuración del dispositivo: Aunque las alertas de nivel 1 están activadas por defecto, es importante verificar que el dispositivo esté correctamente configurado y actualizado.

- Tecnología de red: EU-Alert funciona con redes 4G y 5G, que cubren gran parte de la población de la UE.[2][12][24]

## Privacidad y protección de datos
Ninguno de los sistemas EU-Alert accede a los datos de localización de los usuarios. Los mensajes se envían a todas las celdas de la red en la zona afectada, y todos los dispositivos en esas celdas reciben el mensaje sin necesidad de identificarse. Por lo tanto, no es de aplicación la normativa de protección de datos personales.